# Blackstreet
Blackstreet, zapis stylizowany: BLACKstreet – amerykańska grupa R’n’B stworzona w 1994 roku przez Teddy’ego Rileya, pioniera gatunku New Jack Swing, znanego z zespołu Guy. Członkami grupy byli: Teddy Riley, Chauncey Hannibal, Eric Williams, i Terrell Philips (a wcześniej również Joe Stonestreet, Levi Little, David Hollister i Mark Middleton).

## Historia zespołu
Ich debiutancka płyta, zatytułowana BLACKstreet, odniosła umiarkowany sukces – głównie dzięki singlom Booti Call i Before I Let You Go. Obydwa znalazły się w 40 najlepiej sprzedających się singli w Stanach Zjednoczonych.
Kolejny album BLACKstreet, Another Level, był płytą przełomową – przyczynił się do tego singel No Diggity, na którym gościnnie pojawiają się Queen Pen, raperka z Brooklynu, oraz pionier i twórca G-Funku – Dr. Dre. Singel No Diggity dotarł do pierwszego miejsca listy przebojów Billboard Hot 100 w listopadzie 1996 roku, przyczynił się również – razem z utworem Don't Leave Me – do otrzymania przez BLACKstreet nagrody Grammy w 1998 roku w kategorii „Najlepsze Wykonanie Utworu R’n’B Przez Duet Lub Grupę Wokalną”.
Sam album ostatecznie pokrył się w Stanach Zjednoczonych poczwórną platyną i osiągnął pozycję numer 3 na liście przebojów Billboardu. No Diggity znalazło się na 91. miejscu w rankingu magazynu Rolling Stone i telewizji MTV „100 Największych Popowych Utworów”, a BLACKstreet znalazło się na miejscu 214. w 500-pozycyjnym rankingu Najlepszych Popowych Wykonawców Ostatnich 25 Lat.
BLACKstreet współpracowali również z raperem Jayem-Z przy nagrywaniu singla The City Is Mine. Spory sukces odnieśli w 1999 roku singlem Girlfriend/Boyfriend, nagranym z Janet Jackson [do utworu tego nakręcony został wysokobudżetowy teledysk przedstawiający piosenkarzy jako elementy pinballa]. Warto też wspomnieć, iż był to jeden z pierwszych utworów R’n’B, gdzie pojawił się Ja Rule oraz raperka EVE. Niestety, zmiany w składzie grupy doprowadziły w końcu do jej rozpadu. Po wielu długich utarczkach w sądzie grupa reaktywowała się, by wydać w 2003 roku album Level II.

## Dyskografia
- Blackstreet (1994)
- Another Level (1996)
- Finally (1999)
- Level II (2003)
- No Diggity: The Very Best of Blackstreet (2003)
- 5th studio album (2011)